# Manuel Sanguily
Manuel Antonio Sanguily Garritte (La Habana, 26 de marzo de 1848-La Habana, 23 de enero de 1925) fue un abogado, periodista, militar y político cubano. Luchó en la Guerra de los Diez Años, contienda en la cual llegó a alcanzar los grados de coronel. Posteriormente, participó en la política de los primeros años de la República de Cuba. Su hermano mayor era el mayor general Julio Sanguily.

## Primeros años
Manuel Sanguily Garritte nació en La Habana el 26 de marzo de 1848. Sus padres eran de origen francés. Fue el menor de tres hermanos varones, siendo el mayor de ellos Guillermo y el mediano Julio, este último se involucraría junto a Manuel en las luchas independentistas del pueblo cubano durante el último tercio del siglo XIX. Por su parte, Guillermo llegaría a ser alcalde de la ciudad de Sídney, en Australia, por aquel entonces colonia británica.

## Guerra de los Diez Años
Se unió a las fuerzas independentistas cubanas durante la Guerra del 68, desembarcando por la costa norte de Camagüey el 17 de enero de 1869, durante la segunda expedición del vapor Galvanic. En mayo de 1869 pasó a formar parte la caballería camagüeyana. En noviembre de 1869 fue ascendido a teniente coronel.
El 6 de agosto de 1874 fue elegido representante a la Cámara del gobierno independentista, ocupando el cargo hasta enero de 1875. Renunció a dicha tarea para unirse a las tropas del mayor general Máximo Gómez que marchaban en la invasión a Las Villas. 
Se entrevistó con el mayor general Vicente García González el 25 de junio de 1875, en Loma de Sevilla, Camagüey, para discutir las demandas que sostenían los sediciosos de Lagunas de Varona. El 4 de marzo de 1876 es ascendido a coronel.
El 16 de enero de 1877 pasa a ser ayudante de su hermano mayor, el general Julio Sanguily. Ambos fueron enviados fuera de Cuba para organizar nuevas expediciones armadas para reforzar la causa independentista. Una semana después salieron hacia Jamaica por un punto de la costa, cercano a Santa Cruz del Sur, en Camagüey.
Durante su estancia en Nueva York, los sorprendió el Pacto del Zanjón, el 10 de febrero de 1878, y con ello, el fin de la guerra.

## Guerra Necesaria
No tomó parte en las acciones militares de la Guerra del 95, pues debió viajar a Estados Unidos y permanecer en ese país gestionando con las autoridades estadounidenses la liberación de su hermano Julio, quien había sido encarcelado por las autoridades españolas a inicios de la guerra.  
No pudo regresar a Cuba hasta el 8 de octubre de 1898, tras el fin de la Guerra hispano-estadounidense, para participar en la Asamblea de Santa Cruz del Sur, como representante del Tercer Cuerpo de Camagüey. Fue miembro de la comisión presidida por el mayor general Calixto García, viajando a Estados Unidos en diciembre de 1898, para gestionar el licenciamiento del Ejército Mambí. 
Posteriormente, durante la Asamblea del Cerro, propuso eliminar el cargo de general en jefe del Ejército Libertador, implicando la destitución del mayor general Máximo Gómez, lo cual causó importantes fricciones personales entre Gómez y Sanguily.

## Carrera política y últimos años

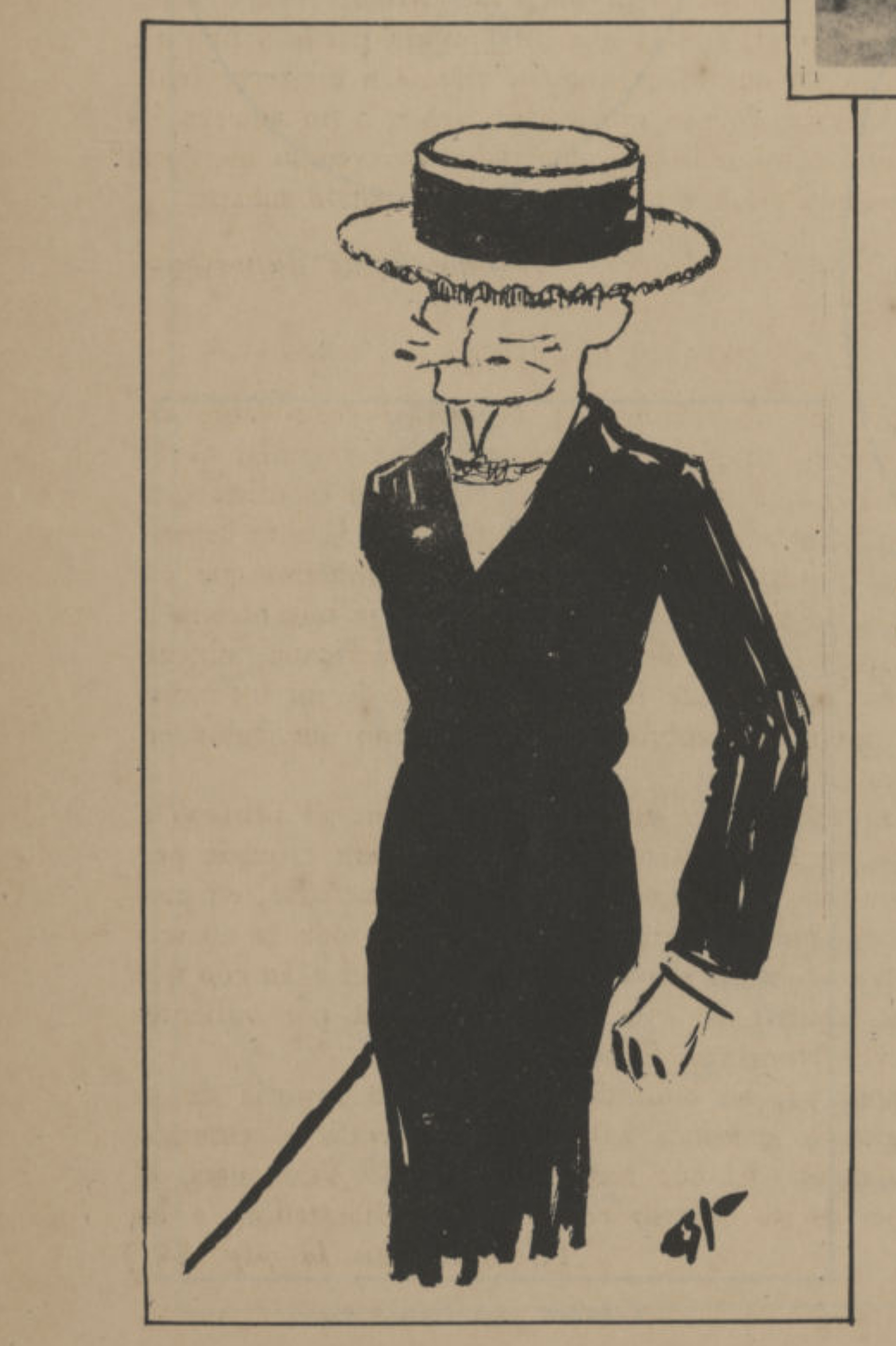
Retratado por Rafael Blanco en la revista Social (1925)

Durante la Primera intervención militar estadounidense fue director del Instituto de Segunda Enseñanza de La Habana. Siendo uno de los delegados a la Asamblea Constituyente de 1901, comenzó oponiéndose a la Enmienda Platt, impuesta por Estados Unidos a Cuba. Posteriormente, la aprobó el 28 de mayo de 1901. Fue senador por la provincia de Matanzas y fue el primer presidente del Senado, desde el 20 de mayo de 1902). 
Sanguily y el mayor general del Ejército Libertador Mario García Menocal fueron mediadores entre los partidarios del Partido Moderado y los del Partido Liberal durante la llamada Guerrita de agosto, en 1906, que terminó desencadenando la Segunda intervención estadounidense en Cuba. El 22 de enero de 1910 fue nombrado secretario de Estado. En 1912 se opuso a la tentativa de una nueva intervención militar de Estados Unidos, durante la revuelta del Partido Independiente de Color, en la antigua provincia de Oriente. 
El 20 de mayo de 1913 ocupó la Secretaría de Gobernación en el gabinete del presidente Mario García Menocal. Renunció en febrero de 1917, luego de su reelección. Falleció de causas naturales en La Habana el 23 de enero de 1925, a los setenta y seis años de edad.